# ジェリー・ペイトン
ジェリー・ペイトン（Gerald Joseph "Gerry" Peyton, 1956年5月20日 - ）は、アイルランドの元サッカー選手。元アイルランド代表。ポジションはGK。

## 経歴

### 選手歴
イングランド・バーミンガムにて生まれる。1976年7月にバーンリーFCでプロデビューを果たし、翌年10月にフラムFCに移籍。1981-82シーズンにフットボールリーグ・サードディビジョン（現在のEFLリーグ2）のPFA年間ベストイレブンを受賞する。1984年にはサウスエンド・ユナイテッドFCに短期ローンを経験している。その後フラムに復帰し、1986年まで在籍した。
1986年、AFCボーンマスに移籍。1986-87シーズンにサードディビジョンで優勝を果たし、再びFA年間ベストイレブンを受賞。
1991年、エヴァートンFCに移籍するが、短期ローンでボルトン・ワンダラーズFC、ノリッジ・シティFC、ブレントフォードFC、チェルシーFCを渡り歩くこととなった。1993年夏にウェストハム・ユナイテッドFCに移籍して1シーズン過ごした後に引退。プロ選手としてイングランドのリーグで通算600試合以上に出場した。

### 代表歴
アイルランド代表で公式戦33試合に出場した。出場機会はなかったもののUEFA欧州選手権1988および1990 FIFAワールドカップに代表の一員としてベンチ入りしている。

### 指導者歴
選手引退後は指導者に転身し、主にゴールキーパーコーチを務めてきた。日本のジュビロ磐田とヴィッセル神戸でそれぞれ1995年から1997年、1997年から1998年にかけてゴールキーパーコーチを務め、1998年から2シーズンスウェーデンのAIKソルナでゴールキーパーコーチを務めた。2001年から2シーズン古巣のフラムFCでジャン・ティガナ監督の下でゴールキーパーコーチを務め、エトヴィン・ファン・デル・サールらを指導した。
2003年からはアーセナルFCのゴールキーパーコーチとしてアーセン・ベンゲル監督の下でイェンス・レーマン、ウカシュ・ファビアンスキ、ヴォイチェフ・シュチェスニー、エミリアーノ・マルティネスらを指導してきた。
2018年7月14日、清水エスパルスのコーチに就任。2019年5月15日にゴールキーパーコーチに配置転換され、同年6月23日に双方合意の上で契約解除となった。
2020年6月、インディアン・スーパーリーグのオディシャFCのアシスタントコーチに就任し、スチュアート・バクスター監督を補佐することとなった。2021年2月にバクスターが解任されてペイトンが暫定監督を務めた。
2021年6月1日、カマタマーレ讃岐監督に就任したゼムノビッチ・ズドラブコの後任として相生学院高等学校サッカー部監督に就任。
2023シーズンより横浜FCのセットプレーコーチ兼アナリストに就任。